# Râul Coca Seacă
Râul Coca Seacă este unul din cele două brațe care formează râul Coca. 

## Hărți
- Harta Județului Buzău